# Cardiospermum cuchujaquense
Cardiospermum cuchujaquense är en kinesträdsväxtart som beskrevs av M. S. Ferrucci & P. Acevedo-rodriguez. Cardiospermum cuchujaquense ingår i släktet ballongrankor, och familjen kinesträdsväxter. Inga underarter finns listade i Catalogue of Life.